# Episodi di Royal Playhouse (settima stagione)
La settima stagione della serie televisiva Royal Playhouse (Fireside Theater) è andata in onda negli Stati Uniti dal 7 settembre 1954 al 28 giugno 1955 sulla NBC.
| nº | Titolo originale                 | Prima TV USA      | Titolo italiano | Prima TV Italia |
| -- | -------------------------------- | ----------------- | --------------- | --------------- |
| 1  | Crusade Without Conscience       | 7 settembre 1954  |                 |                 |
| 2  | Smoke and Fire                   | 14 settembre 1954 |                 |                 |
| 3  | Second Elopement                 | 21 settembre 1954 |                 |                 |
| 4  | Afraid to Live                   | 28 settembre 1954 |                 |                 |
| 5  | Member of the Jury               | 5 ottobre 1954    |                 |                 |
| 6  | The Reign of Amelika Joe         | 12 ottobre 1954   |                 |                 |
| 7  | The Man Who Sold Himself         | 19 ottobre 1954   |                 |                 |
| 8  | The Wife Who Lived Twice         | 26 ottobre 1954   |                 |                 |
| 9  | Thank You, Dr. Russel            | 2 novembre 1954   |                 |                 |
| 10 | Lost Perspective                 | 9 novembre 1954   |                 |                 |
| 11 | Girl Not Wanted                  | 16 novembre 1954  |                 |                 |
| 12 | The Last Hat                     | 23 novembre 1954  |                 |                 |
| 13 | Three Missions West              | 30 novembre 1954  |                 |                 |
| 14 | His Father's Keeper              | 7 dicembre 1954   |                 |                 |
| 15 | The Mural                        | 14 dicembre 1954  |                 |                 |
| 16 | Our Son                          | 21 dicembre 1954  |                 |                 |
| 17 | A Mother's Duty                  | 28 dicembre 1954  |                 |                 |
| 18 | The Indiscreet Mrs. Jarvis       | 4 gennaio 1955    |                 |                 |
| 19 | Sergeant Sullivan Speaking       | 11 gennaio 1955   |                 |                 |
| 20 | The Double Life of Barney Peters | 18 gennaio 1955   |                 |                 |
| 21 | No Captain Material              | 25 gennaio 1955   |                 |                 |
| 22 | Brian                            | 1º febbraio 1955  |                 |                 |
| 23 | Mr. Onion                        | 8 febbraio 1955   |                 |                 |
| 24 | No Place to Live                 | 15 febbraio 1955  |                 |                 |
| 25 | Marked for Death                 | 22 febbraio 1955  |                 |                 |
| 26 | Return in Triumph                | 1º marzo 1955     |                 |                 |
| 27 | The Poachers                     | 8 marzo 1955      |                 |                 |
| 28 | No Time for Susan                | 15 marzo 1955     |                 |                 |
| 29 | The Failure                      | 22 marzo 1955     |                 |                 |
| 30 | It's Easy to Get Ahead           | 29 marzo 1955     |                 |                 |
| 31 | Not the Marrying Kind            | 5 aprile 1955     |                 |                 |
| 32 | The Blessing of the Pets         | 12 aprile 1955    |                 |                 |
| 33 | Luxurious Ladies                 | 19 aprile 1955    |                 |                 |
| 34 | Bitter Grapes                    | 26 aprile 1955    |                 |                 |
| 35 | The Innocent and the Guilty      | 3 maggio 1955     |                 |                 |
| 36 | Cheese Champion                  | 10 maggio 1955    |                 |                 |
| 37 | Night of Terror                  | 17 maggio 1955    |                 |                 |
| 38 | A Dream for Jimmy                | 24 maggio 1955    |                 |                 |
| 39 | The 99th Day                     | 31 maggio 1955    |                 |                 |
| 40 | Murderer's Wife                  | 7 giugno 1955     |                 |                 |
| 41 | The Man Who Liked to Kill        | 14 giugno 1955    |                 |                 |
| 42 | A Ring for Nell                  | 21 giugno 1955    |                 |                 |
| 43 | An Argument with Death           | 28 giugno 1955    |                 |                 |

## Crusade Without Conscience
- Diretto da:
- Scritto da:

### Trama
- Interpreti: Walter Coy (giudice Galt), Ross Elliott (Steve), Tom Powers (Thor), Frances Rafferty (Marcia), Gene Raymond (se stesso  - presentatore)

## Smoke and Fire
- Diretto da:
- Scritto da:

### Trama
- Interpreti: Dan Barton (Johnny), Barbara Brown, Kathryn Card, William Forrest (James), Louise Lorimer (Sheila), Gene Raymond (se stesso  - presentatore), Robert Sherman (Richard), Randy Stuart (Kathie), Hal Taggart

## Second Elopement
- Diretto da:
- Scritto da:

### Trama
- Interpreti: Kathryn Card, Kathleen Crowley, Virginia Field, Mary Forbes, Wilton Graff, Jonathan Hale, Michael Hall, Ottola Nesmith, Gene Raymond (se stesso  - presentatore), Don Shelton

## Afraid to Live
- Diretto da:
- Scritto da:

### Trama
- Interpreti: Charles Drake, Robin Hughes, Dorothy Malone, Robert McNeilly, Thomas Mitchell, Maidie Norman, Gene Raymond (se stesso  - presentatore), Paul Thompson

## Member of the Jury
- Diretto da:
- Scritto da:

### Trama
- Interpreti: John Banner (Josef Novak), Ralph Brooks, John Close, James Dobson, Charles Meredith, Gene Raymond (se stesso  - presentatore), Norbert Schiller, Gloria Talbott, Ken Terrell, Kaaren Verne, John Warburton

## The Reign of Amelika Joe
- Diretto da:
- Scritto da:

### Trama
- Interpreti: James Edwards, Keye Luke, Gene Raymond (se stesso  - presentatore)

## The Man Who Sold Himself
- Diretto da:
- Scritto da:

### Trama
- Interpreti: Don Barton, Betty Lynn, Gene Raymond (se stesso  - presentatore)

## The Wife Who Lived Twice
- Diretto da:
- Scritto da:

### Trama
- Interpreti: John Hudson, Marisa Pavan, Gene Raymond (se stesso  - presentatore)

## Thank You, Dr. Russel
- Diretto da:
- Scritto da:

### Trama
- Interpreti: Barbara Brown, Tommy Cook, Gene Raymond (se stesso  - presentatore), Rhys Williams

## Lost Perspective
- Diretto da:
- Scritto da:

### Trama
- Interpreti: Ian MacDonald, Gertrude Michael, Gene Raymond (se stesso  - presentatore), Regis Toomey, Rhys Williams

## Girl Not Wanted
- Diretto da:
- Scritto da:

### Trama
- Interpreti: Kathleen Crowley, Gene Raymond (se stesso  - presentatore), Phillip Terry

## The Last Hat
- Diretto da:
- Scritto da:

### Trama
- Interpreti: Jim Davis, Betty Lynn, Jay Novello, Gene Raymond (se stesso  - presentatore), John Warburton

## Three Missions West
- Diretto da:
- Scritto da:

### Trama
- Interpreti: Virginia Field, Virginia Grey, Robert Hutton, Gene Raymond (se stesso  - presentatore), Paula Raymond

## His Father's Keeper
- Diretto da:
- Scritto da:

### Trama
- Interpreti: Bobby Driscoll (Jimmy), Richard Karlan, Paul Kelly, Gene Raymond (se stesso  - presentatore), Helen Wallace

## The Mural
- Diretto da:
- Scritto da:

### Trama
- Interpreti: Suzanne Dalbert, Henri Letondal, Gene Raymond (se stesso  - presentatore), André Villon, John Warburton, Rhys Williams

## Our Son
- Diretto da:
- Scritto da:

### Trama
- Interpreti: Wallis Clark, Jack Daly, Paul Frees, Wilton Graff, Gil Herman, Effie Laird, Dorothy Malone, B.G. Norman, Isabel Randolph, Gene Raymond (se stesso  - presentatore), Don Shelton

## A Mother's Duty
- Diretto da:
- Scritto da:

### Trama
- Interpreti: Marjorie Bennett, Tommy Cook, June Havoc, Willard Parker, Gene Raymond (se stesso  - presentatore), Kay Riehl, Karen Sharpe

## The Indiscreet Mrs. Jarvis
- Diretto da:
- Scritto da:

### Trama
- Interpreti: George Brent (Paul Jarvis), Angela Lansbury (Brenda Jarvis), William Lundigan (Sam Weston), Martha Vickers (Ellen Weston), Ann Doran (Catherine West), Jil Jarmyn (Sue Weston), Gene Raymond (se stesso  - presentatore)

## Sergeant Sullivan Speaking
- Diretto da:
- Scritto da:

### Trama
- Interpreti: William Bendix (sergente Sullivan), Joan Blondell, William Fawcett, Jon Provost, Gene Raymond (se stesso  - presentatore), Sarah Selby

## The Double Life of Barney Peters
- Diretto da:
- Scritto da:

### Trama
- Interpreti: Bobby Driscoll, Gene Raymond (Barney Peters)

## No Captain Material
- Diretto da:
- Scritto da:

### Trama
- Interpreti: Arthur Franz, Virginia Grey, Dennis Morgan, Gene Raymond (se stesso  - presentatore)

## Brian
- Diretto da:
- Scritto da:

### Trama
- Interpreti: Edith Evanson, John Howard, Maureen O'Sullivan, Gene Raymond (se stesso  - presentatore)

## Mr. Onion
- Diretto da:
- Scritto da:

### Trama
- Interpreti: William Bendix (Edward Carney), Dorothy Malone (Marion Carney), Irene Hervey (Miss Vickers), Peter J. Votrian (Jackie Carney), Charles Meredith (giudice), George Eldredge (dottore), Harvey Stephens (procuratore distrettuale Johnson), Clark Howat (annunciatore radio), Roy Engel (Jim Travis), Gene Raymond (se stesso  - presentatore)

## No Place to Live
- Diretto da:
- Scritto da:

### Trama
- Interpreti: Tom Daly, Tom Drake (Robbie), Louis Jean Heydt, James Hyland, Burt Mustin (Caretaker), Gene Raymond (se stesso  - presentatore), Martha Vickers (Julie), Ray Walker (Wally), Minor Watson (McGinty)

## Marked for Death
- Diretto da:
- Scritto da:

### Trama
- Interpreti: John Banner, Paul Kelly, Gene Raymond (se stesso  - presentatore), Beverly Washburn

## Return in Triumph
- Diretto da:
- Scritto da:

### Trama
- Interpreti: George Brent, Kathleen Crowley, Tyler MacDuff, Gertrude Michael, Gene Raymond (se stesso  - presentatore)

## The Poachers
- Diretto da:
- Scritto da:

### Trama
- Interpreti: Dan Barton, Ernest Borgnine, Gene Raymond (se stesso  - presentatore), Minor Watson, Barbara Whiting

## No Time for Susan
- Diretto da:
- Scritto da:

### Trama
- Interpreti: Virginia Field, Melinda Markey, Gene Raymond (se stesso  - presentatore)

## The Failure
- Diretto da:
- Scritto da:

### Trama
- Interpreti: Nana Bryant (Mrs. Holmes), Ralph Dumke (Fenley), Jean Howell (Esther), Tom Powers (Payson), Gene Raymond (se stesso  - presentatore), Alan Wells (Spike)

## It's Easy to Get Ahead
- Diretto da:
- Scritto da:

### Trama
- Interpreti: George Brent, Marilyn Erskine, Irene Hervey, Gene Raymond

## Not the Marrying Kind
- Diretto da:
- Scritto da:

### Trama
- Interpreti: Dan Barton (Joe), Sheila Bromley (Mrs. Harper), Kathleen Crowley (Peggy), Ray Montgomery (Russ), Marjorie Owens (Doris), Gene Raymond (se stesso  - presentatore)

## The Blessing of the Pets
- Diretto da:
- Scritto da:

### Trama
- Interpreti: Jay Novello (Padre Martinez), Alma Beltran (Mama Sanchez), David Colmans (Manuel Sanchez), Howard Negley (sergente O'Toole), Sheila Bromley (Nita Maloney), Chick Chandler (Leo Maloney), Victor Millan (Antonio Lopez), Rosa Turich (Mama Lopez), Gene Raymond (se stesso  - presentatore)

## Luxurious Ladies
- Diretto da:
- Scritto da:

### Trama
- Interpreti: Stephen Bekassy (Karl), Marjorie Bennett (Mrs. Purcell), Hillary Brooke (Julie), Kathryn Card (Smythe Knicker), Gene Raymond (se stesso  - presentatore), Jack Rice (Lindley)

## Bitter Grapes
- Diretto da:
- Scritto da:

### Trama
- Interpreti: John Banner (Joe), Peter Graves (Eddie), Kurt Katch (Vincenzo), Jody Lawrance (Adelina), Gene Raymond (se stesso  - presentatore), Rod Williams (Tony)

## The Innocent and the Guilty
- Diretto da:
- Scritto da:

### Trama
- Interpreti: Lisa Golm, Jean Howell, Gene Raymond (se stesso  - presentatore), Grandon Rhodes, Alan Wells, Frank Wilcox

## Cheese Champion
- Diretto da:
- Scritto da:

### Trama
- Interpreti: Constance Dowling (Betty), Eddie Foster, Don Haggerty (Petie), Sid Melton (Bitsy), John Mitchum (Joe), Gene Raymond (se stesso  - presentatore), Alan Wells

## Night of Terror
- Diretto da:
- Scritto da:

### Trama
- Interpreti: Betty Lynn (Kay), Donald Murphy (Tex), Gene Raymond (se stesso  - presentatore), Hugh Sanders ( della poliziaSergeant), George Wallace (Johnny)

## A Dream for Jimmy
- Diretto da:
- Scritto da:

### Trama
- Interpreti: Hugh Sanders (Andy McMasters), Robert Crosson (Jimmy McMasters), Fran Bennett (Fern O'Quillan), Marian Holmes (Sophie), Charles Meredith (Richard Parks), Ralph Dumke (Mr. Rogers), Paul Brinegar (Whitey - giocatore di carte), John Pickard (giocatore di carte), Jack Lomas, David McMahon (Otto), Charles Postal, Gene Raymond (se stesso  - presentatore)

## The 99th Day
- Diretto da:
- Scritto da:

### Trama
- Interpreti: Claude Akins (John West), Lauren Chapin (Peggy), Arthur Franz (Alan), Virginia Grey (Jen), Gene Raymond (se stesso  - presentatore)

## Murderer's Wife
- Diretto da:
- Scritto da:

### Trama
- Interpreti: John Howard, June Kenney, Hanna Landy, Gene Raymond (se stesso  - presentatore), Audrey Totter

## The Man Who Liked to Kill
- Diretto da:
- Scritto da:

### Trama
- Interpreti: John Close (Chad), Richard H. Cutting (Monkton), John Hudson (McAndrews), Barbara Logan (Lenora), Ian MacDonald (Honder), Gene Raymond (se stesso  - presentatore)

## A Ring for Nell
- Diretto da:
- Scritto da:

### Trama
- Interpreti: Maxine Cooper, Christopher Dark, Ralph Dumke, George Eldredge, Dorothy Green, Alan Hale Jr., Harry Harvey, Gil Herman, Taylor Holmes, Gene Raymond (se stesso  - presentatore), Arthur Space, Helen Spring

## An Argument with Death
- Diretto da:
- Scritto da:

### Trama
- Interpreti: Sally Brophy, Rudy Lee, Gene Raymond (se stesso  - presentatore), Kenneth Tobey